# اتو تریلوف
اتو تریلوف (آلمانی: Otto Trieloff; ۱۷ نوامبر ۱۸۸۵ – ۶ ژوئیهٔ ۱۹۶۷) دونده سرعت اهل آلمان بود.